# Prix Montesquieu
Le prix Montesquieu est un prix scientifique international qui vise à récompenser la meilleure thèse d'histoire des idées politiques en langue française. Il est décerné uniquement tous les deux ans par l'Association française des historiens des idées politiques (AFHIP).

## Histoire
Institué en 1989 par l'Association française des historiens des idées politiques, le prix Montesquieu rend hommage au penseur éponyme qui a profondément marqué l'histoire du droit, des institutions et des idées politiques. Cette récompense honore des travaux d'excellence, rédigés en français, concernant toutes les périodes de l'histoire. Initialement décerné chaque année, le prix est depuis 2005 attribué uniquement tous les deux ans.

## Jury
Le jury est composé d'universitaires et de spécialistes d'histoire des idées politiques. Le processus d'évaluation et de sélection s'étend sur plusieurs mois. Le prix donne lieu à la remise d’un diplôme lors d'une cérémonie à l'Université d'Aix-en-Provence et est doté de 1 500 €.

## Lauréats[1]
| Années    | Lauréats                            | Travaux récompensés |
| --------- | ----------------------------------- | --- |
| 1989      | Marc Péna                           | Le stoïcisme et l’Empire romain : historicité et permanences.                                                                                                  |
| 1990      | Philippe-Jean Quillien              | Histoire et politique de Paul Valéry. |
| 1991      | Christophe Boutin                   | Politique et tradition : l'œuvre de Julius Evola (1898-1974).                                                                                                  |
| 1992      | Éric Gasparini                      | La pensée politique d'Hippolyte Taine : entre traditionalisme et libéralisme.                                                                                  |
| 1993      | - Philippe Claret - Édouard Richard | - La notion de personnalité nationale : essai d'analyse comparée des théories modernes françaises et anglo-saxonnes. - Ernest Renan, penseur traditionaliste ? |
| 1994      | Patrick Charlot                     | La démocratie dans l'œuvre de Charles Péguy. |
| 1995      | Non attribué                        | |
| 1996      | Brigitte Verel                      | Magistère catholique et libéralisme de Grégoire XVI à Pie X. L'aspect français.                                                                                |
| 1997      | Éric Gojosso                        | Le concept de République en France (XVIe – XVIIIe siècles). |
| 1998      | Olivier Tholozan                    | Henri de Boulainvilliers : l'anti-absolutisme aristocratique légitimé par l'histoire.                                                                          |
| 1999      | Edouard Tillet                      | La constitution anglaise, un modèle politique et institutionnel dans la France des Lumières.                                                                   |
| 2000      | Anne-Sophie Chambost                | Proudhon, un anarchiste et le droit. |
| 2001      | Aurélie Du Crest                    | Pouvoir monarchique et modèle familial (XVI-XVIIIe siècles).                                                                                                   |
| 2002      | Florence Laget                      | La pensée politique de Jean-Baptiste Say. Droit et politique au service de l'ordre libéral.                                                                    |
| 2003      | Ahmed Slimani                       | La modernité du concept de nation au XVIIIe siècle (1715- 1789) : apport des thèses parlementaires et des idées politiques du temps.                           |
| 2004      | Non attribué                        | |
| 2005-2006 | François Quastana                   | La pensée politique de Mirabeau (1771-1789) : républicanisme classique et régénération de la monarchie.                                                        |
| 2007-2008 | Anthony Mergey                      | L'Etat des physiocrates : autorité et décentralisation. |
| 2009-2010 | Julien Broch                        | L'école des Politiques (1559-1598) et la construction de l'Etat royal.                                                                                         |
| 2011-2012 | Sébastien Le Gal                    | Origines de l’état de siège en France. |
| 2013-2014 | Thomas Branthôme                    | La genèse des libertés sociales. Le droit de s’associer face à l’impératif d’ordre.                                                                            |
| 2015-2016 | Raphaël Cahen                       | Friedrich Gentz (1764-1832) : Penseur post-Lumières et acteur du renouveau de l’ordre européen au temps des révolutions.                                       |
| 2017-2018 | Thérence Carvalho                   | La physiocratie dans l’Europe des Lumières. Circulation et réception d’un modèle de réforme de l’ordre juridique et social.                                    |
| 2019-2020 | François Lecoutre                   | La controverse entre Hans Kelsen et Eric Voegelin en théorie du droit et en théorie politique.                                                                 |
| 2021-2022 | Mathieu Chaptal                     | D'une Révolution à l'autre : Etienne Clavière (1735-1793) |